# آشلي غراهام
أشلي آن غراهام (بالإنجليزية: Ashley Graham)‏ (مواليد 30 أكتوبر 1987) عارضة أزياء بلس سايز أمريكية ظهرت على غلاف مجلات الموضة مثل فوغ وهاربر بازار وغلامر ومجلة إل الفرنسية؛ ومجلة سبورتس اليستريتد سويم سووت ايشيوز. بالإضافة إلى ذلك، ظهرت في العديد من حملات ليفي. ظهرت غراهام في برنامج عرض الليلة مع جاي لينو، وبرنامج ليت ليت شو مع جيمس كوردن وإنترتانمنت تونايت وسي بي إس نيوز، وتمت مقابلته مع قناة إن بي آر حول تصميم عارضة بلس سايز.

## نشأتها
عندما كانت غراهام في الصف الثامن، انتقلت مع عائلتها إلى لينكولن، نبراسكا. أثناء نشأتها، تم تشخيص حالتها على أنها مصابة باضطراب نقص الانتباه مع فرط النشاط (ADD) وعسر القراءة. لديها شقيقتان صغيرتان. التحقت بمدرسة سكوت الإعدادية من 1999 إلى 2002 وحضرت مدرسة لينكولن ساوث ويست الثانوية من 2002 إلى 2005. تم التعرف عليها في عام 2000 من قبل وكالة أي آند أي أثناء التسوق في أوك فيو مول في أوماها، نبراسكا.

## وصلات خارجية
- آشلي غراهام على موقع IMDb (الإنجليزية)
- آشلي غراهام على موقع قاعدة بيانات الفيلم (الإنجليزية)
- آشلي غراهام على موقع دليل عارضات الأزياء (الإنجليزية)